# Janiópolis
Janiópolis ist ein brasilianisches Munizip in der Mitte des Bundesstaats Paraná. Es hat 5.870 Einwohner (2022), die sich Janiopolitaner nennen. Seine Fläche beträgt 336 km². Es liegt 519 Meter über dem Meeresspiegel.

## Etymologie
Der Name wurde zu Ehren von Jânio da Silva Quadros gewählt, der 1961 Präsident von Brasilien war.

## Geschichte

### Besiedlung
Janiópolis hat seinen Ursprung in der Gründung des Landgutes Pinhalzinho inmitten des Urwalds im Inneren des Munizips Campo Mourão.

### Erhebung zum Munizip
Janiópolis wurde durch das Staatsgesetz Nr. 4.450 vom 20. Oktober 1961 aus Campo Mourão ausgegliedert und in den Rang eines Munizips erhoben. Es wurde am 18. November 1962 als Munizip installiert.

## Geografie

### Fläche und Lage
Janiópolis liegt auf dem Terceiro Planalto Paranaense (der Dritten oder Guarapuava-Hochebene von Paraná). Seine Fläche beträgt 336 km². Es liegt auf einer Höhe von 519 Metern.

### Vegetation
Das Biom von Janiópolis ist Mata Atlântica.

### Klima
Das Klima ist gemäßigt warm. Es werden hohe Niederschlagsmengen verzeichnet (1767 mm pro Jahr). Im Jahresdurchschnitt liegt die Temperatur bei 21,6 °C. Die Klimaklassifikation nach Köppen und Geiger lautet Cfa.

### Gewässer
Janiópolis liegt im Einzugsgebiet des Rio Piquiri. Der Rio Goioerê bildet die nördliche, sein linker Nebenfluss Rio Riozinho die östliche Grenze des Munizips. Im Westen wird das Munizip vom linken Piquiri-Nebenfluss Rio Água Grande begrenzt. Etwa 5 km südwestlich der Stadtmitte entspringt der Rio Caracol, der ebenfalls in Richtung Südwesten zum Rio Piquiri fließt. Parallel zu ihm fließt der Rio Barreiro. Der Rio Comissário fließt entlang der südlichen Grenze zu Boa Esperança.

### Straßen
Janiópolis liegt an der BR-272 zwischen Goioerê im Westen und  Campo Mourão im Osten.

### Nachbarmunizipien
| Moreira Sales         | Tuneiras do Oeste                           |       |
| Goioerê               | Kompassrose, die auf Nachbargemeinden zeigt | Farol |
| Rancho Alegre d’Oeste | Boa Esperança                               |       |

## Stadtverwaltung
Bürgermeister: Ismael Jose Dezanoski, PSD (2021–2024)
Vizebürgermeister: Dr Eides, PSB (2021–2024)

## Demografie

### Bevölkerungsentwicklung
| Jahr | Einwohner | Stadt | Land |
| ---- | --------- | ----- | ---- |
| 1970 | 22.698    | 9 %   | 91 % |
| 1980 | 13.741    | 24 %  | 76 % |
| 1991 | 10.614    | 40 %  | 60 % |
| 2000 | 8.084     | 54 %  | 46 % |
| 2010 | 6.532     | 62 %  | 38 % |
| 2022 | 5.870     |       |      |

Quelle: IBGE, bis 2010: Volkszählungen und Volkszählung 2022

### Ethnische Zusammensetzung
| Gruppe * | 1991    | 2000    | 2010    | wer sich als …                                                                   |
| --- | ------- | ------- | ------- | -------------------------------------------------------------------------------- |
| Weiße | 58,1 %  | 64,4 %  | 52,5 %  | weiß bezeichnet                                                                  |
| Schwarze | 1,3 %   | 2,4 %   | 3,7 %   | schwarz bezeichnet                                                               |
| Gelbe | 0,5 %   | 0,3 %   | 1,0 %   | von fernöstlicher Herkunft wie japanisch, chinesisch, koreanisch etc. bezeichnet |
| Braune | 39,8 %  | 32,8 %  | 42,7 %  | braun oder als Mischung aus mehreren Gruppen bezeichnet                          |
| Indigene | 0,0 %   | 0,1 %   | 0,1 %   | Ureinwohner oder Indio bezeichnet                                                |
| ohne Angabe | 0,2 %   | 0,0 %   | 0,0 %   |                                                                                  |
| Gesamt | 100,0 % | 100,0 % | 100,0 % |                                                                                  |
| *) Das IBGE verwendet für Volkszählungen ausschließlich diese fünf Gruppen. Es verzichtet bewusst auf Erläuterungen. Die Zugehörigkeit wird vom Einwohner selbst festgelegt. |         |         |         |                                                                                  |

Quelle: IBGE (Stand: 1991, 2000 und 2010)